# Amanita pekeoides
Amanita pekeoides là một loài nấm thuộc chi Amanita trong họ Amanitaceae. Loài này được nhà nghiên cứu người New Zealand, Geoff Ridley miêu tả khoa học lần đầu tiên năm 1991.